# 新华路体育中心
新华路体育中心或称新华路体育场是位于湖北武汉的多功能运动场。主要用于足球比赛。容纳人数36,000人。

## 使用情况
- 体育场于1954年兴建，当时被称为中南体育场。[2]占地面积16,382平方米，能够容纳22140人。在50年代是国内屈指可数的体育场。2001年改建,工程于2003年结束。扩建后体育场内可容纳36,000人。

- 体育场在2009年成为2009年U19女子亚洲杯正式比赛的举办场地。

- 体育场在2015年成为2015年U16女子亚洲杯正式比赛的举办场地。

- 2009-2012年、2014-2016年为中甲球队武汉卓尔的主场。

## 建筑保护情况
2018年1月27日，以“中南体育场”的名义被武汉市人民政府列为第十一批武汉市优秀历史建筑。

## 脚注
1. ↑  . FootballSquads.   [2013-07-31]. （原始内容存档于2019-08-19）.
2. ↑  .   [2017-08-07]. （原始内容存档于2020-10-30）.
3. ↑  武汉市人民政府.  . 维基文库. 2018年1月27日.